# Kapocsány
Kapocsány település Romániában, Bihar megyében.

## Fekvése
Bihar megyében, a Királyerdő alatt, a Hollód patak jobb partján, Magyarcsékétől délkeletre, Venter és Venterrogoz között fekvő település.

## Története
Kapocsány a fennmaradt adatok szerint II. József uralkodása alatt (1780-1790 között alakult községgé, az addig a hegyoldalakon szétszórtan élő oláh pásztorok telepeiből.  Ugyanis II. József rendelete értelmében szervezték községekké a legeltető pásztorok hegyoldalakon szétszórt lakóhelyeit.
Az 1800-as évek első felében földesura Appel József és később pedig a garamszegi Géczy család volt.
Borovszky Samu az 1900-as elején írta a településről: "A Nagyvárad-belényesi vasútvonal mentén, a Topa és Hollód patak között fekvő kisközség, melynek lakosai görög keleti vallású oláhok. Házainak száma 50, lakosaié pedig 240. Postája Szombatság, távírója és vasúti állomása Szombatság-Rozog".
A trianoni békeszerződés előtt Kapocsány Bihar vármegye Magyarcsékei járásához tartozott.

## Nevezetesség
- 17. századi ortodox fatemplom[1]